# Tityus breweri
Espèce
Tityus breweri est une espèce de scorpions de la famille des Buthidae.

## Distribution
Cette espèce est endémique de l'État de Bolívar au Venezuela. Elle se rencontre vers le Cerro Santa Rosa.

## Étymologie
Cette espèce est nommée en l'honneur de Charles Brewer-Carías.

## Publication originale
- González-Sponga, 1997 : « Aracnidos de Venezuela. Tres nuevas especies de escorpiones de la region Amazonica-Guyanesa (Buthidae : Chactidae). » Memoria de la Sociedad de Ciencias Naturales La Salle, vol. 57, no 148, p. 55-69.